# Rodrigo Medina

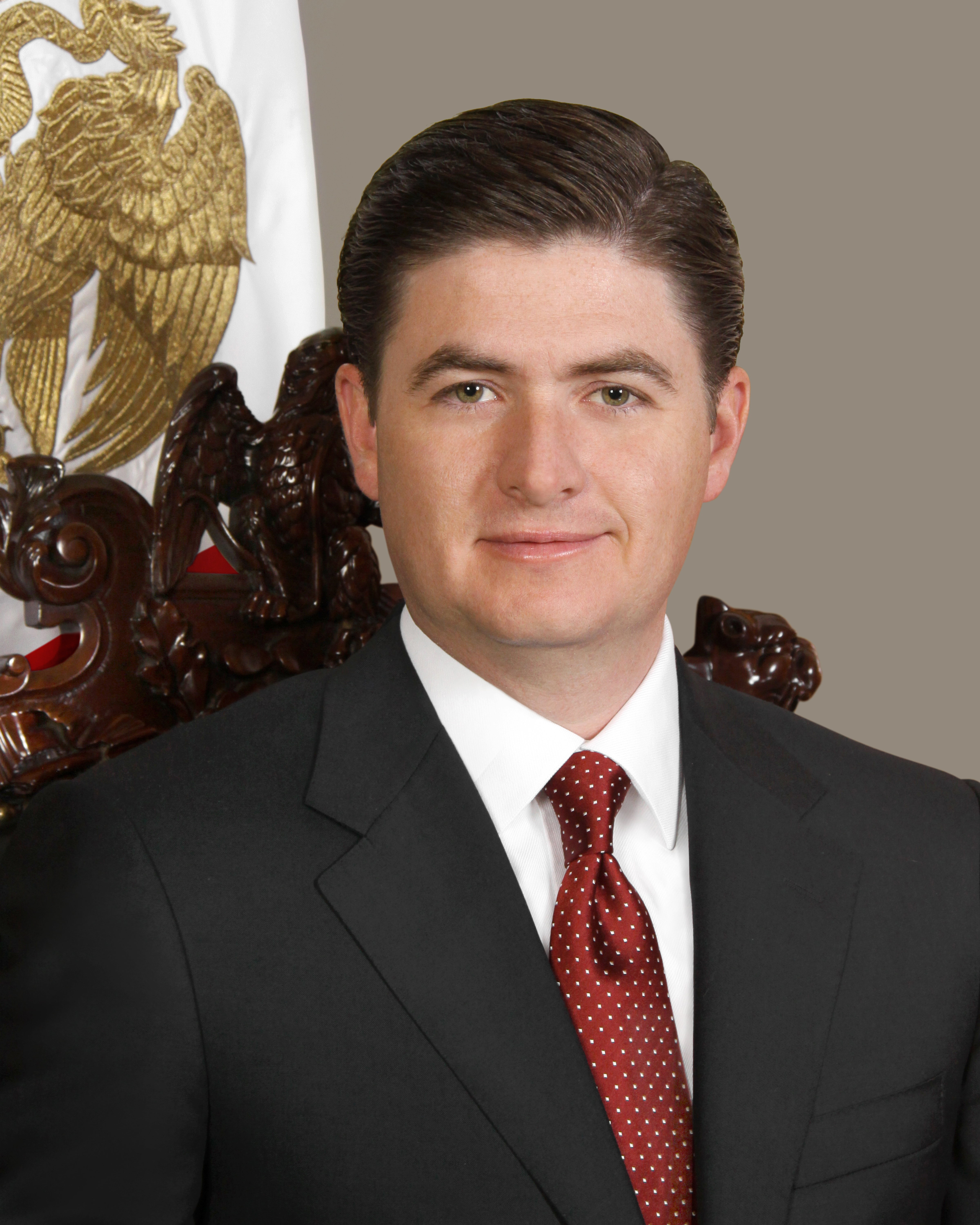
Medina in 2009

Rodrigo Medina de la Cruz (Monterrey, 9 september 1972) is een Mexicaans politicus van de Institutioneel Revolutionaire Partij (PRI). Sinds 2009 is hij gouverneur van Nuevo León.
Medina studeerde rechtsgeleerdheid aan de Regiomontaanse Universiteit. In 2006 werd hij gekozen in de Kamer van Afgevaardigden maar trad een jaar later af om minister van interne zaken te worden in de regering van Nuevo León van gouverneur José Natividad González Parás. In 2009 werd hij tot gouverneur gekozen met een kleine marge over zijn belangrijkste tegenstander Fernando Elizondo Barragán.